# 岐阜市ステーションプラザ
岐阜市ステーションプラザ（ぎふしステーションプラザ）とは、岐阜県岐阜市にある公共施設。
JR岐阜駅高架下1階コンコースにある。

## 概要
- 戸籍、住民票、印鑑登録等の証明の交付等に係る行政事務、及び岐阜市民への情報提供の場である。
- 岐阜市役所の出先機関の「市民サービス窓口」、岐阜市民への情報提供と岐阜駅前広場の運営及び管理を行う「岐阜駅前広場交流センター」の複合施設である。市民サービス窓口は市民生活部市民課、岐阜駅前広場交流センターは都市建設部駅周辺事業推進課が管理する[1]。岐阜市ステーションプラザは市民サービス窓口のみであったが、岐阜駅前広場の完成後、運営管理をする岐阜駅前広場交流センターが併設された。

## サービス窓口
- 1997年（平成9年）3月3日開設。
- 住民票・戸籍・印鑑登録証明書などの証明書、税に関する証明書などの発行を行う。
- 業務時間は平日の8：30～19：00である（年末年始を除く）。2020年（令和2年）5月5日までは土日祝日の10：00～18：00も開設されていたが、同年5月6日から岐阜市役所新庁舎総合窓口での土日祝日の証明書の発行を開始したことにより、土日祝日の業務は廃止された。

## 岐阜駅前広場交流センター
- 2009年（平成21年）10月1日開設[2]。
- 岐阜市民への情報提供として情報コーナーが設置されており、市民による絵画、書、写真、オブジェなどの展示が可能である（要申請）。
- 岐阜駅前広場（岐阜駅北口駅前広場、岐阜駅南口駅前広場）の運営及び管理を行う。岐阜駅前広場には岐阜駅前広場交流センターが管理運営するエリアがあり、使用や占有する場合は内容によっては許可が必要である[3]。
- 業務時間は8：30～19：00である。

## 所在地
- 岐阜市橋本町1丁目10番地1（JR岐阜駅構内1階）

## 公共交通機関
- 東海道本線・高山本線「岐阜駅」下車、徒歩すぐ。
- 岐阜バス「JR岐阜駅」バス停より徒歩すぐ。